# Montorio (Toscane)
Montorio est une frazione située sur la commune de Sorano, province de Grosseto, en Toscane, Italie.

## Géographie
Montorio est un village médiéval situé sur les collines du tuf à 10 km au nord-est de Sorano et à environ 90 km de la ville de Grosseto.

## Monuments
- Église Santa Maria Bambina
- Château de Montorio, avec les murailles de Montorio, fortifications médiévales